# روبير دو لا سال
اسمه بالكامل رينيه روبير كافالييه سور دو لا سال وهو رحالة فرنسي هاجر إلى أمريكا وتاجر هناك وقام بمسح مناطق البحيرات العظمى ونهر ميسيسيبي وقام بتأسيس لويزيانا عام 1682.

## بدايات حياته
ولد لا سال يوم 21 نوفمبر 1643 في روان في نورماندي في فرنسا هاجر إلى مونتريال واكتسب لقب سنيور (سيد) ودخل في تجارة الفراء وتعلم لغة الهنود وبدأ برحلات قصيرة مع مرشدين هنود فدخل في منطقة أوهايو ومشى محاذيا للنهر حتى موقع لويسفيل.

## رحلة 1679
قرر لا سال في عام 1679 أن يبني سفينة عند شلالات نياغارا رحل بها حتى غرين باي في ويسكونسن ثم تجول في بحيرة ميشيغان بقارب وبنى حصنا وحامية في سانت جوزيف في ميشيغان وأخذ يجدف نحو الجنوب عبر أنهار سانت جوزف وإلينوي حيث بنى حصنا لجماعة هندية مصادقة ضد الإيروكوا وعاد إلى أونتاريو بعد رحلة 1600 كم و 65 يوم وأعاد الرحلة على قدميه في الشتاء الذي لحق.

## رحلة لويزيانا
في ديسمبر 1681 بدأ أعظم رحلاته حيث أخذ معه من حصن سانت جوزف 23 فرنسيا و 31 هنديا (وأغلبهم لاجئون من حرب الملك فيليب) وذهبوا إلى نهر ميسيسيبي عبر نهر إلينوي وبسبب تجمد النهار اضطروا لصنع زحافات لجر قواربهم فوصلوا الميسيسيبي في 6 فبراير 1682 وبدؤوا يتقدمون نحو الجنوب حتى بدأ الطقس الربيعي يساعدهم وتقابلوا مع أقوام هندية مثل الكوابا والناتشيز وفي 6 أبريل وصل إلى موقع نيو أورلينز حيث ينقسم الميسيسيبي إلى ثلاثة قنوات وانفصلوا فيها والتقوا في أرض جافة على خليج المكسيك فرفعوا علم بوربون وأعلنت مقاطعة فرنسية وتمت تسميتها لويزيانا.

## ما بعد رحلة لويزيانا
بعد عودته إلى كيبيك لم يتعاطف معه الحاكم الجديد فعاد غلى فرنسا وكسب اهتمام الملك لويس الرابع عشر الذي لم يرَ أن الرحلة مفيدة لكنه رأى فائدتها لإزعاج عدوه ملك إسبانيا.
أخذ لا سال معه مجموعة من المستوطنين عام 1684 ولكنه أخطأ المكان بنحو 600 كم وهبطوا في ماتاغوردا في تكساس وتقدموا في الداخل حيث بنوا حصنا في لالبراري قرب نهر غراسيتاس ووجدوا العديد من الجواميس ليأكلوها وأقاموا علاقات ودية مع الهنود الموجودين بالمنطقة مثل قبيلة سينيس، وبما أنهم كانوا يجهلون مكانهم أخذ لا سال معه بضعة رجال ليجدوا الميسيسبي وفي 19 مارس 1687 قرب نافاسوتا في تكساس قُتل لا سال من قبل رجاله المتمردين وتمت تعرية جثته وتجريسها وتركت للذئاب والجوارح.

## روابط خارجية
- روبير دو لا سال على موقع الموسوعة البريطانية (الإنجليزية)